# 塞爾夫 (阿肯色州)
塞爾夫（英語：Self）是位於美國阿肯色州布恩縣的一個非建制地區。該地的面積和人口皆未知。

## 地理
塞爾夫的座標為36°23′53″N 93°06′30″W / 36.39806°N 93.10833°W，而該地的平均海拔高度為306米（即1004英尺）。